# Platyscapa coronata
Platyscapa coronata är en stekelart som först beskrevs av Grandi 1928.  Platyscapa coronata ingår i släktet Platyscapa och familjen fikonsteklar. Inga underarter finns listade i Catalogue of Life.